# トミー・セデベリ
トミー・セデベリ（Tommy Söderberg、1948年8月19日 - ）は、スウェーデンの元サッカー選手、指導者。

## 来歴
1998年から2004年にスウェーデン代表監督を務めた。2002 FIFAワールドカップ・ヨーロッパ予選では2大会ぶりのワールドカップ出場に導いた。2002 FIFAワールドカップではグループステージを首位で突破、ベスト16となった。